# 九之坪站
九之坪站（日语：／ Kunotsubo eki */?）是一座位於愛知縣西春日井郡西春村九之坪（現時：北名古屋市），名古屋鐵道犬山線的車站（廢站）。
此站位於平田橋站（現時：上小田井站）至西春站之間。

## 歷史
- 1913年（大正2年）10月1日 - 名古屋電氣鐵道（日语：名古屋電気鉄道）一宮線九之坪站啟用[2]。
- 1921年（大正10年）7月1日 - 名古屋電氣鐵道一宮線和犬山線轉讓給名古屋鐵道。成為名古屋鐵道一宮線的車站。
- 1926年前 - 改名為九之坪站[2]。
- 1941年（昭和16年）8月12日 - 一宮線枇杷島橋至岩倉之間編入為犬山線，成為名古屋鐵道犬山線車站。
- 1944年（昭和19年） - 車站暫停營業。
- 1969年（昭和44年）4月5日 - 車站廢除。

## 車站構造
此站是地面車站，設有2面2線的月台。

## 車站周邊
- 九之坪神社
- 十所社
- 北名古屋市健康巨蛋
- Mozo WONDER CITY（日语：Mozoワンダーシティ）

## 相鄰車站
所屬路線和相鄰車站取自車站營業時代。
名古屋鐵道
犬山線
平田橋－九之坪－西春

## 注腳
1. ↑  鉄道停車場一覧. 昭和12年10月1日現在 （页面存档备份，存于）（日語） 國立國會圖書館數碼化收藏 2020年2月1日參閱。
2. 1 2  [[今尾恵介|今尾惠介（監修）]].  7 東海. 新潮社. 2008: 49. ISBN 978-4-10-790025-8 （日语）.